# كاد أن يهرب
كاد ان يهرب أو انا (تقريبا) هربت (بالانجليزية: I (Almost) Got Away With It) هو مسلسل وثائقي امريكي من إنتاج ديفيد فرانك تم عرضه لأول مرة عام 2010 وانتهى عام 2016.

## القصة
يقوم المسلسل بمقابلة هاربين سابقين وليحكوا ماذا فعلوا وكيف هربوا وماذا حدث عنده هروبهم قبل القاء القبض عليهم واثناء هذا يتم تمثيل الاحداث.

## الدبلجة العربية
تم دبلجة المسلسل وعرضه على قناة كويست عربية تحت اسم كاد ان يهرب.

## وصلات خارجية
- كاد أن يهرب على موقع IMDb (الإنجليزية)
- كاد أن يهرب على موقع كينوبويسك (الروسية)
- كاد أن يهرب على موقع قاعدة بيانات الفيلم (الإنجليزية)

انا (تقريبا) هربت على IMDb